# 住友化学愛媛工場歴史資料館

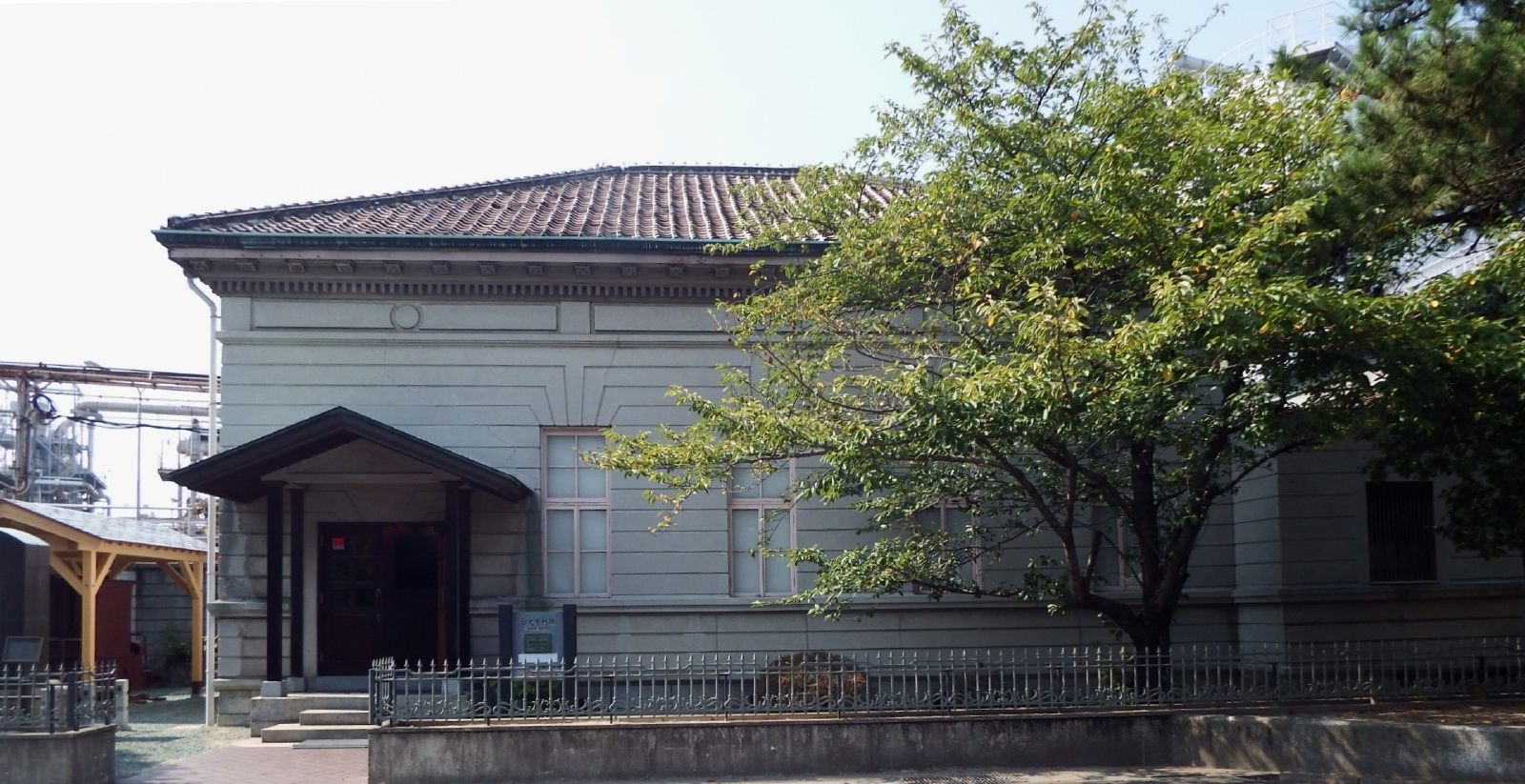
住友化学愛媛工場歴史資料館

住友化学愛媛工場歴史資料館（すみともかがくえひめこうじょうれきししりょうかん）は、愛媛県新居浜市の住友化学株式会社愛媛工場新居浜地区に隣接する資料館である。

## 概要
当館は住友化学の前身の住友総本店直営肥料製造所が設立されてから現在に至るまでの資料を展示している。
建物は住友銀行新居浜支店として1901年（明治34年）に建築され、1958年（昭和33年）まで使用されていた。
2001年（平成13年）に登録有形文化財に登録され、2007年（平成19年）に近代化産業遺産に認定された。
館内は一部二階建てで、6つのセクションで紹介されている。
- 入口を入ると歴史年表、技術供与セクションがある
- 第1セクション：住友化学の発足（第一次世界大戦から会社の独立へ）
- 第2セクション：近代化学興業への道（世界的不況の中で）
- 第3セクション：総合化への道（満州事変から第二次世界大戦へ）
- 第4セクション：戦後の復興から自立へ（闇市から自立へ）
- 第5セクション：石油化学の時代へ（テレビと所得倍増の時代へ）
- 第6セクション：高度成長期とその終結そして変革の時代へ（万博とトイレットペーパー騒動の時代）
- 2階は戦後の新居浜写真展示

## 屋外展示
- 構内牽引電車：1927年（昭和2年）に住友別子鉱山機械課で製作されたもので、構内で燐鉱石などを運搬し、1964年（昭和39年）まで使われた[2]。
- 「總開之記」碑（そうびらきのきひ）：1890年（明治23年）別子開坑200年祭を記念して建てられた。書は高橋泥舟による。

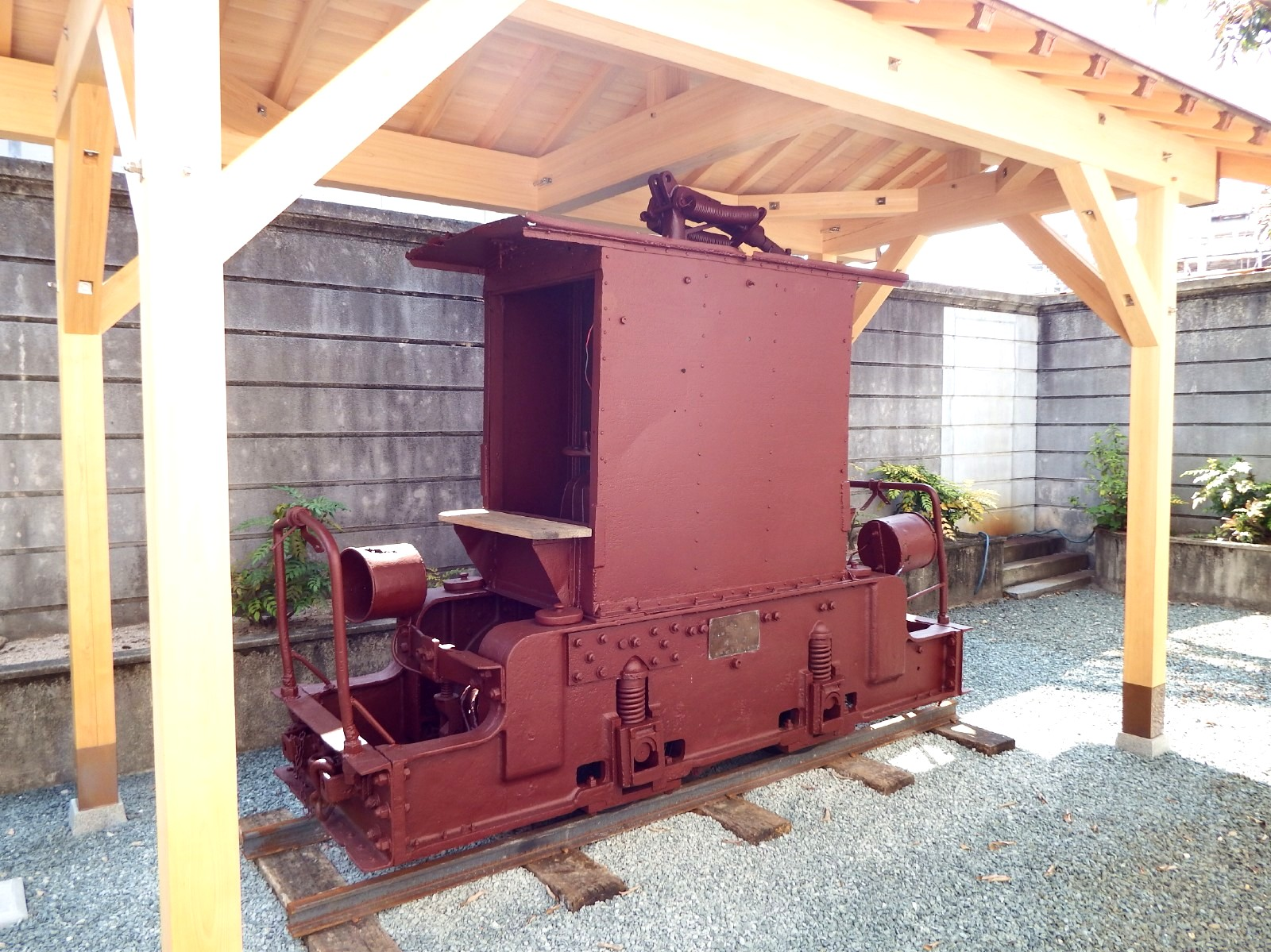
構内牽引電車
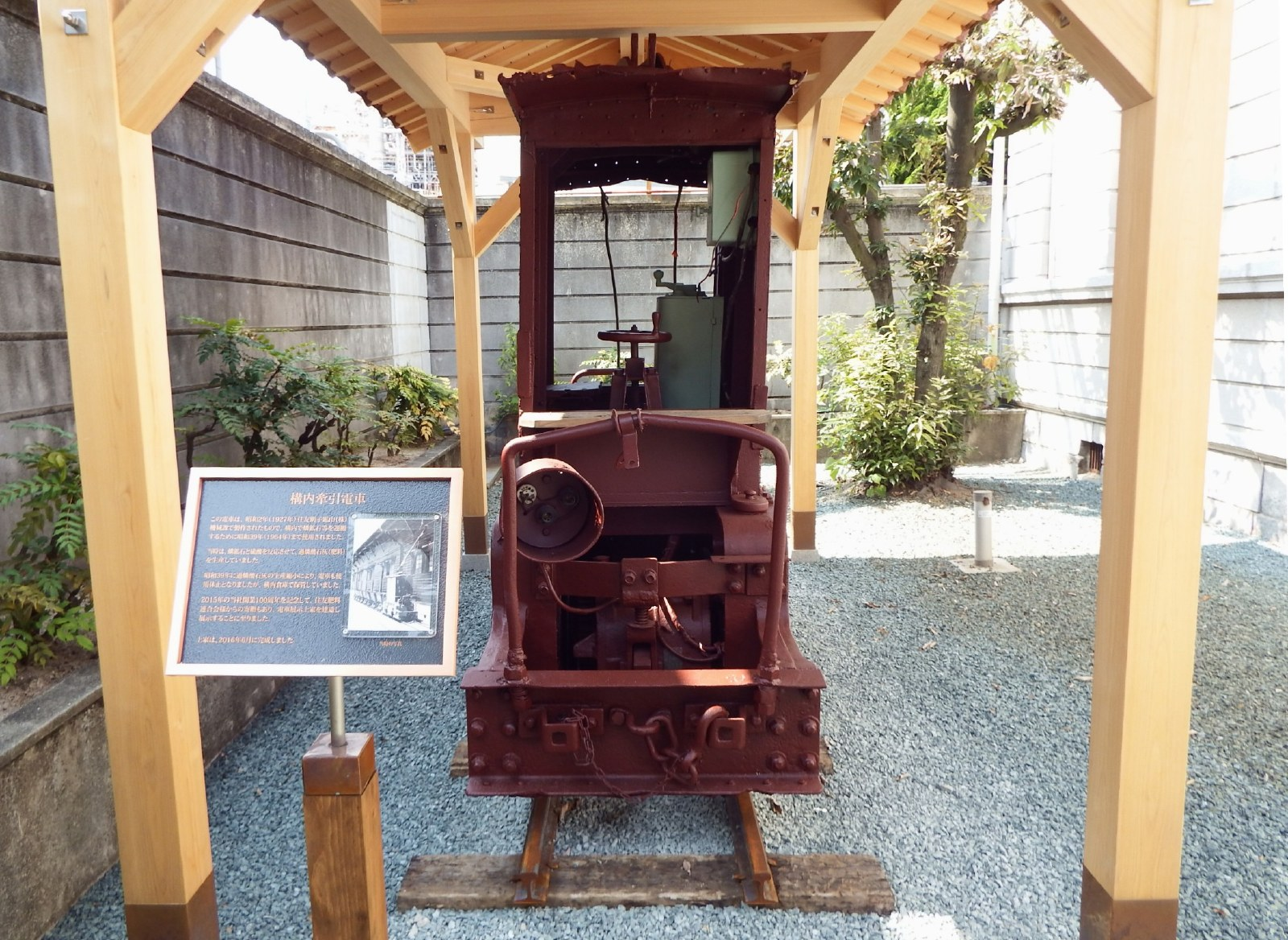
構内牽引電車（正面）
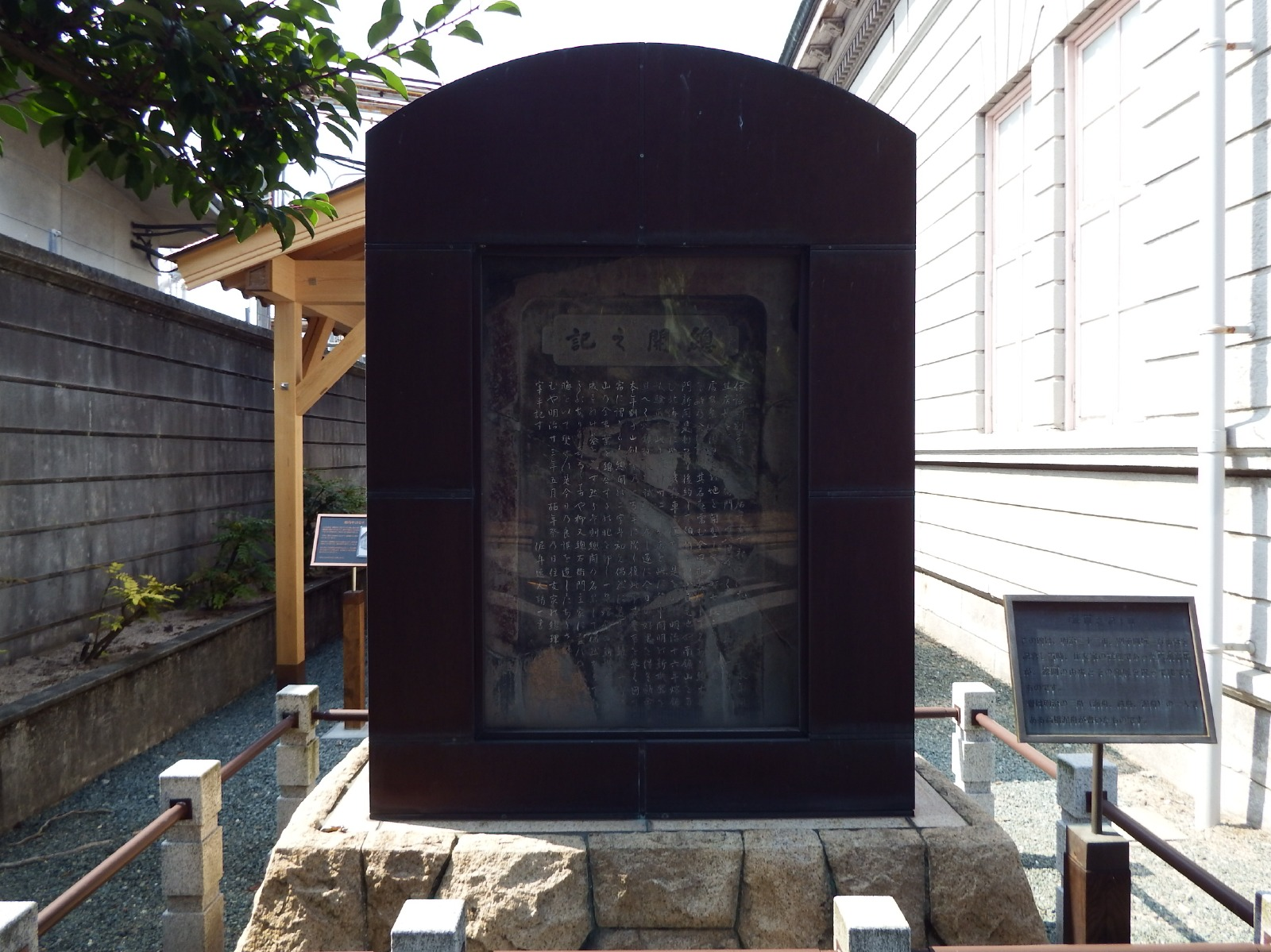
「總開之記」碑
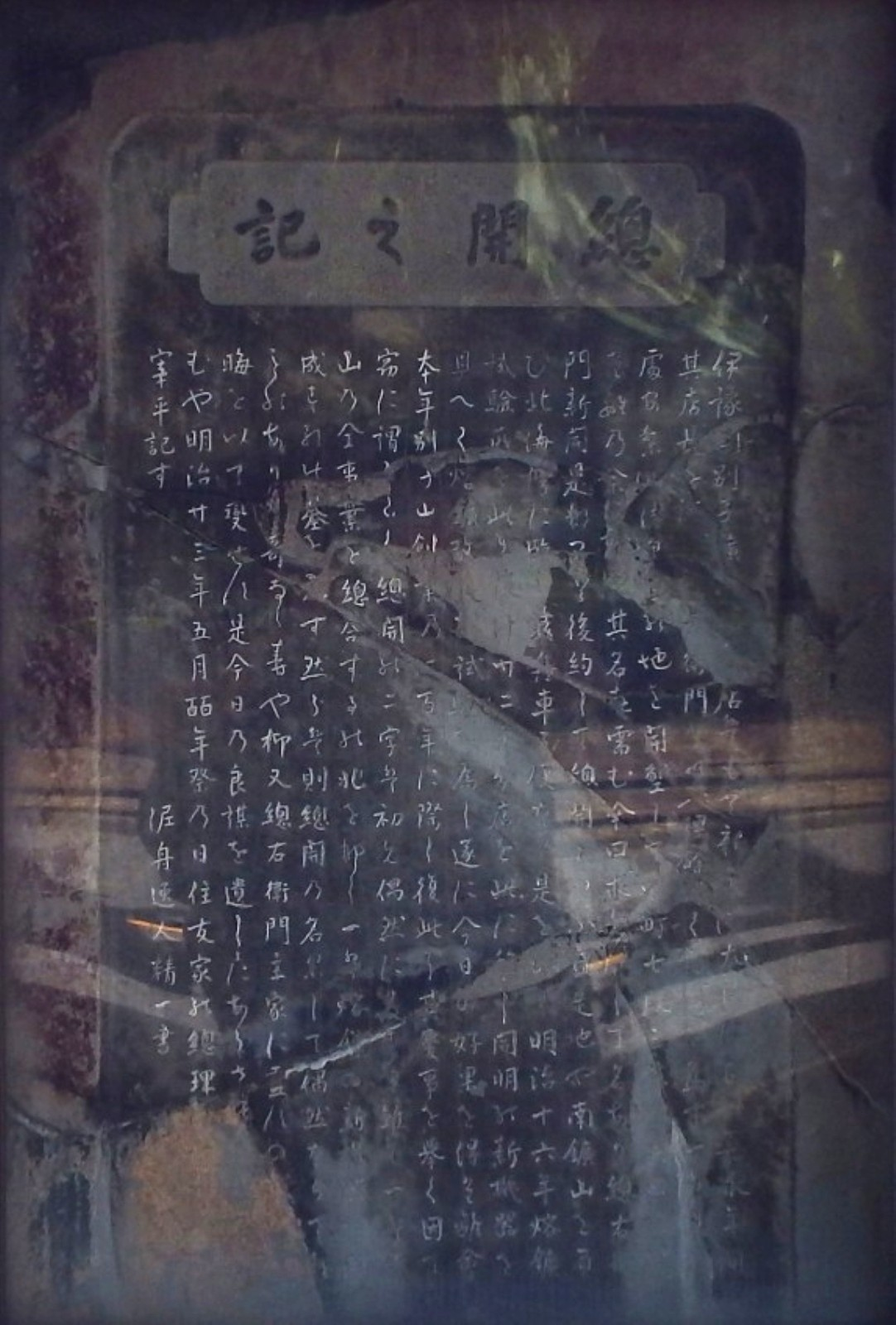
「總開之記」碑を拡大

## 開館時間等
- 開館時間：午前9時 - 午後4時
- 休館日：毎週土曜日・日曜日・国民の祝日
- 入館料：無料（事前予約が必要）